# Молодіжна збірна Італії з футболу
Молодіжна збірна Італії з футболу — національна футбольна збірна Італії з гравців віком до 21 року (U-21), яка контролюється Італійською федерацією футболу. Наразі є найуспішнішою молодіжною футбольною збірною Європи, на рахунку якої п'ять перемог на континентальних молодіжних чемпіонатах (1992, 1994, 1996, 2000, 2004).

## Історія
У сучасному форматі збірної з гравців віком до 21 року молодіжна збірна Італії, як й інших європейських країн, виникла 1976 року, в якому УЄФА було здійснено реформування системи молодіжних змагань. До 1990 року італійці встигли взяти участь в усіх 7 молодіжних чемпіонатах футболу, незмінно входячи до чільної вісімки найкращих молодіжних команд континенту. 1992 року вперше виграли континентальний молодіжний чемпіонат, перемігши у фіналі шведських однолітків. Наступні 12 років у європейському молодіжному футболі пройшли під знаком домінування «Адзурріні» — італійці тріумфували на п'ятьох з семи молодіжних чемпіонатах Європи, проведених протягом 1992—2004 років.
З другої половини 2000-х результати італійської «молодіжки» погіршилися, починаючи з 2006 року її найкращим досягненням на континентальних чемпіонатах було потрапляння до півфіналу на чемпіонаті 2009 року. До фінальної частини молодіжного чемпіонату Європи 2011 року італійці взагалі не змогли пробитися, сенсаційно програвши в матчах плей-оф відбірного турніру молодіжній збірній Білорусі.

### Результати виступів на чемпіонатах Європи
- 1978: програли на стадії чвертьфіналів.
- 1980: програли на стадії чвертьфіналів.
- 1982: програли на стадії чвертьфіналів.
- 1984: програли у півфіналі.
- 1986: 2-е місце.
- 1988: програли на стадії чвертьфіналів.
- 1990: програли у півфіналі.
- 1992: чемпіони.
- 1994: чемпіони.
- 1996: чемпіони.
- 1998: не пройшли кваліфікацію.
- 2000: чемпіони.
- 2002: програли у півфіналі.
- 2004: чемпіони.
- 2006: 3-є місце з 4-х у першому груповому етапі.
- 2007: 3-є місце з 4-х у першому груповому етапі; перемогли у плей-оф за право участі в Олімпійських іграх.
- 2009: програли у півфіналі.
- 2011: не пройшли кваліфікацію.
- 2013: 2-е місце.
- 2015: 3-є місце з 4-х у першому груповому етапі.
- 2017: програли у півфіналі.
- 2019: 2-е місце на груповому етапі.
- 2021: програли на стадії чвертьфіналів.
- 2023: 3-є місце з 4-х на груповому етапі.
- 2025: програли на стадії чвертьфіналів.

## Головні тренери
- 1976–1986: Адзельйо Вічіні
- 1986–1996: Чезаре Мальдіні
- 1996–1997: Россано Джампалья
- 1997–2000: Марко Тарделлі
- 2000–2006: Клаудіо Джентіле
- 2006–2010: П'єрлуїджі Казірагі
- 2010–2012: Чіро Феррара
- 2012–2013: Девіс Манджа
- 2013–2019: Луїджі Ді Б'яджо
- 2019–2023: Паоло Ніколато
- 2023–: Карміне Нунціата

## Досягнення
- Молодіжний чемпіонат світу:
  -  3-є місце (1): 2017

- Молодіжний чемпіонат Європи:
  -  Чемпіон (5): 1992, 1994, 1996, 2000, 2004
  -  Віце-чемпіон (2): 1986, 2013
  -  3-є місце (2): 1984, 2002